# Dragan Vasiljković
Dragan Vasiljković, pseud. Kapetan Dragan (ur. 12 grudnia 1954 w Belgradzie) – obywatel Serbii i Australii pod nazwiskiem Daniel Sneden.
Twórca i dowódca serbskiego oddziału paramilitarnego Knindže walczącego w jugosłowiańskiej wojnie domowej w ramach wojsk Republiki Serbskiej Krainy. Kandydat w wyborach prezydenckich w Serbii w 1991 roku, prezes Fundacji "Fond Kapetan Dragan" mającej na celu pomoc ofiarom jugosłowiańskiej wojnie domowej.
Oskarżony przez Chorwację o zbrodnie wojenne, został zatrzymany w Australii w ramach procedury ekstradycyjnej. 
Został zwolniony z więzienia 28 marca 2020 roku. Otrzymał 20 letni zakaz wjazdu do krajów Unii Europejskiej. 